# Mutnedymet (dinastía XXI)
Mutnedymet fue una antigua reina consorte egipcia de la dinastía XXI. Fue la gran esposa real de su hermano, Psusenes I.

## Biografía
| t | mwt | nDm | M · Y1 · t |

| t | mwt | nDm | M · Y1 · t |

Era hija del sumo sacerdote de Amón Pinedyem I quien fue el gobernante de facto del sur de Egipto desde 1070 a. C. en adelante, y luego se proclamó faraón en 1054 a. C. Era nieta de Ramsés XI por parte de su madre Duathathor-Henuttaui (Henuttaui I). Se casó con su hermano Psusenes I, cuarto gobernante de la dinastía XXI al que le da, al menos, un heredero, Amenemope, que le sucedería en el trono de Egipto. Es lo más probable que fuese así por el hecho de que Amenemope ascendió al trono, aunque siguen faltando pruebas genealógicas. Que ella fuera la madre del príncipe heredero Ramsés-Anjefenmut ha sido cuestionado y ahora parece poco probable.
Tres de sus hermanos se sucedieron como sumos sacerdotes de Amón y una hermana, Maatkara, se convirtió en esposa del dios Amón.
El origen ramésida de la princesa es un elemento apreciable para comprender los vínculos y por tanto las razones legítimas que la nueva dinastía mantenía con la de los Ramsés.
La reina es conocida por numerosos objetos descubiertos en el enterramiento intacto de su esposo real excavado en la década de 1940 por la misión de Pierre Montet, así como en el del alto dignatario de la corte Uendyebauendyed, donde se descubrieron unos cuencos con la dedicatoria común de los soberanos, como resultado de las excavaciones de la necrópolis real de Tanis que se reanudaron después de la Segunda Guerra Mundial.
Estos descubrimientos permiten revelar que la reina era la madre de Amenemope, el príncipe heredero, así como de Ramsés Anjetenmut, cuyo enterramiento se había dispuesto cerca del de su madre en la necrópolis situada dentro de los muros del gran templo de Amón en Tanis. También fue la madre de Makara, de quien solo se sabe su nombre.
Sus títulos fueron:
- Hija del cuerpo del rey
- Hermana del rey
- Gran esposa real
- Señora de las Dos Tierras
- Segunda profeta de Amón en Tanis.

## Tumba
Fue enterrada en la tumba de su marido en Tanis, en una cámara funeraria paralela a la suya, como había sido planeado por el rey para su esposa real, como lo demuestran las inscripciones en la antecámara y la cámara misma. Este es el único enterramiento certificado de una gran esposa real del Tercer Período Intermedio, aunque no fue encontrada allí.
Su cámara funeraria fue usurpada más tarde por el rey Amenemope, pero su nombre y algunos de sus títulos sobrevivieron, principalmente en el lado del sarcófago que estaba vuelto hacia la pared. Pierre Montet cree que una representación de Mutnedymet en la pared de la cámara funeraria puede haber sido usurpada y transformada en una diosa cuando, posiblemente, convertir la escena en una representación de Amenemope resultó ser demasiado trabajo.
Se desconoce el paradero actual de su momia. Pudiera ser que sus restos junto con su mobiliario funerario, habrían sido trasladados a otro lugar en un momento aún incierto para dar paso a Amenemope, a menos que sobreviviera a su hijo y le ofreciera su propia tumba, ya preparada para tal fin. Sin embargo, alrededor de 1980 han aparecido algunos ushebtis de bronce suyos en el mercado de antigüedades, lo que sugiere que se pudo haber descubierto su entierro alternativo (o un depósito del equipamiento funerario) con su contenido probablemente ya despojada de su riqueza. Varios objetos funerarios se encuentran en el Museo Egipcio de El Cairo.